# Zadworzańce (rejon wołkowyski)
Zadworzańce (biał. Задворанцы; ros. Задворенцы) – wieś na Białorusi, w obwodzie grodzieńskim, w rejonie wołkowyskim, w sielsowiecie Wołkowysk.
W dwudziestoleciu międzywojennym leżały w Polsce, w województwie białostockim, w powiecie wołkowyskim, w gminie Biskupice.